# Rafael Cabral
 Rafael Cabral Barbosa, född 20 maj 1990, är en brasiliansk fotbollsmålvakt som spelar för Reading i EFL Championship.
I juli 2018 värvades Rafael av Sampdoria.